# Nephrodium rigidum
Nephrodium rigidum là một loài thực vật có mạch trong họ Dryopteridaceae. Loài này được (Hoffmanns.) Desv. miêu tả khoa học đầu tiên năm 1827.